# تقييم الإعاقة
تقييم الإعاقة هي نسبة مئوية تهدف إلى تمثيل درجة الإعاقة الجسدية أو العقلية الدائمة للشخص. بالنسبة للأشخاص الذين تعرضوا لحادث أو مرض أدى إلى انخفاض طويل الأمد أو دائم في استخدام جزء من الجسم أو وظيفة جسدية، يمكن استخدام تقييم الإعاقة لقياس الخسارة. يتم تعريف الإعاقة على أنها انحراف عن الحالة الصحية الطبيعية للشخص ووظائفه. يصف الإعاقة على وجه التحديد الانحراف في حالة مستقرة حيث من غير المرجح أن يتغير التأثير على أنشطة الفرد اليومية حتى مع مزيد من العلاج. يقال إن الحالات التي وصلت إلى حالة يمكن فيها تحديد تصنيف الإعاقة قد وصلت إلى أقصى تحسن طبي أو أم أم آي. يختلف الإعاقة عن الإعاقة. يعتمد تصنيف الإعاقة للفرد على التأثير التقييدي المباشر للإعاقة، بينما تشمل الإعاقة العواقب غير المباشرة لإعاقة الشخص. على الرغم من هذه الاختلافات، يستخدم تصنيف الإعاقة بشكل شائع من قبل المنظمات الحكومية كمقياس للإعاقة، أو لتحديد التعويض المستحق بسبب حادث أو إصابة. يؤدي استخدام الأدلة الطبية وإجماع الخبراء في هذا المجال إلى تحسين العدالة والاتساق في تصنيف الإعاقة.
تحاول إرشادات الجمعية الطبية الأمريكية توحيد تصنيف الإعاقة من خلال استنادها إلى قياسات موضوعية مثل فقدان السمع بمجموع الديسيبل أو اختبارات حدة البصر. وعلى الرغم من هذه المحاولات، فإن تصنيفات الإعاقة التي يمنحها فاحصون طبيون مختلفون لشخص ما تكون أحيانًا غير متسقة بشكل إشكالي مع بعضها البعض.